# カール・メンガー (数学者)
カール・メンガー（英: Karl Menger、1902年1月13日 - 1985年10月5日）は、オーストリアおよびアメリカ合衆国の数学者。

## 経歴
父親は、著名な経済学者カール・メンガーである。
主に代数学、曲線と次元の理論、幾何学を研究した。さらに、ゲーム理論や社会科学にも貢献している。ハンス・ハーンに学び、1924年にウィーン大学から博士号を取得。ライツェン・エヒベルトゥス・ヤン・ブラウワーに招かれ、アムステルダム大学で教壇に立つ。1925年、ウィーンに戻り、1928年に教授職を得る。1928年から1936年までウィーンで非公式の数学コロキウムを組織し、G.C.エヴァンズ(Griffith C. Evans)、カール・シュレジンガー、オスカー・モルゲンシュテルン、エイブラハム・ウォールド、ジョン・フォン・ノイマン、三村征雄、水谷一雄(1897-1981)、山田雄三らが出席した。クルト・ゲーデルはメンガーの教え子である。
1937年から1946年までアメリカのノートルダム大学の教授を務める。1946年から1971年まで、シカゴのイリノイ工科大学の教授を務めた。また、一時期デューク大学でも教壇に立った。

## 業績
最も有名な業績はシェルピンスキーのカーペットを3次元化したメンガーのスポンジである（誤って、シェルピンスキーのスポンジと呼ばれることもある）。これは、カントール集合とも関連している。

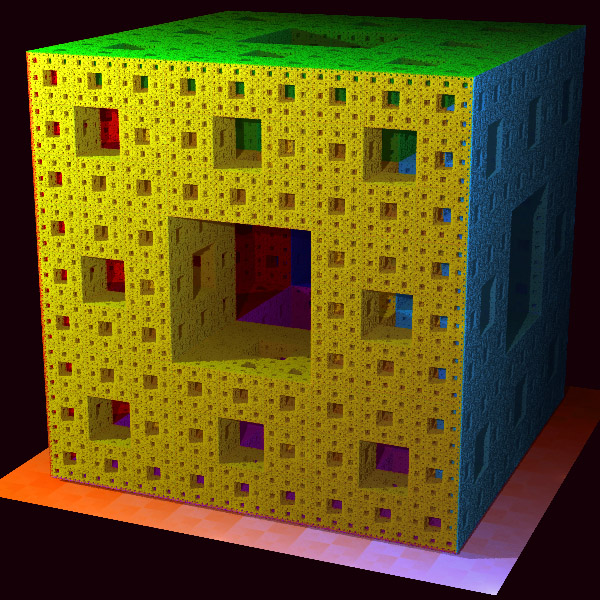
「メンガーのスポンジ」のコンピュータグラフィックス

アーサー・ケイリーと共に、距離幾何学法の基礎を築いたとされる。特に直接測定できる物理量で（距離の比率として）角度と曲率の概念の定義を定式化した。それらの定義で使われている特有の数式をケイリー＝メンガー行列式と呼ぶ。
また、メンガーの定理にも名を残している。
1920年代に社会科学と哲学を中心として活動したウィーン学団でも活発な動きを見せた。そのころメンガーは、経済学の効用理論を応用して、サンクトペテルブルクのパラドックスの重要な結果を証明した。その後、オスカー・モルゲンシュテルンと共にゲーム理論についても業績を残した。